# Zoochlorella
Zoochlorella  (nom. rej.) je rod zelenih algi sastavljen od samo jedne vrste, Zoochlorella caldaria. Ponekad se pojam Zoochlorella koristi za bilo koju zelenu algu koja u vodi živi u simbiozi s nekim beskralježnjakom ili praživotinjom.
Često se može naći u simbiozi sa zelenom anemonom (Anthopleura xanthogrammica), koja živi na tihooceanskoj obali i od nje dobiva zelenu boju. 

## Sinonimi
- Zoochlorella conductrix K.Brandt →Micractinium conductrix (K.Brandt) Pröschold & Darienko
- Zoochlorella parasitica K.Brandt →Choricystis parasitica (K.Brandt) Pröschold & Darienko